# Thamnomanes caesius
Thamnomanes caesius là một loài chim trong họ Thamnophilidae.